# Château d'Yvignac-la-Tour
Le château est situé à Yvignac-la-Tour en France.

## Localisation
Le château est situé sur la commune d'Yvignac-la-Tour au lieu-dit de Kermaria, dans le département des Côtes-d'Armor, dans la région Bretagne.

## Description
Le château est un édifice construit selon un plan symétrique, le corps de bâtiment rectangulaire présentant un avant-corps saillant de trois travées surmonté d'un fronton triangulaire sur la façade principale. Maçonnerie enduite avec encadrements de baies et chaînes d'angle en pierre de taille.

## Historique
Petit château vraisemblablement construit dans les années 1840 près de l'ancien fief de la Bouyère. Il appartient à la famille Pollock Gore au début du XXe siècle.
Il est inscrit partiellement au titre des monuments historiques par arrêté du 9 octobre 1964.

## Protection
Éléments protégés : la tour et départ de la courtine.

## Galerie

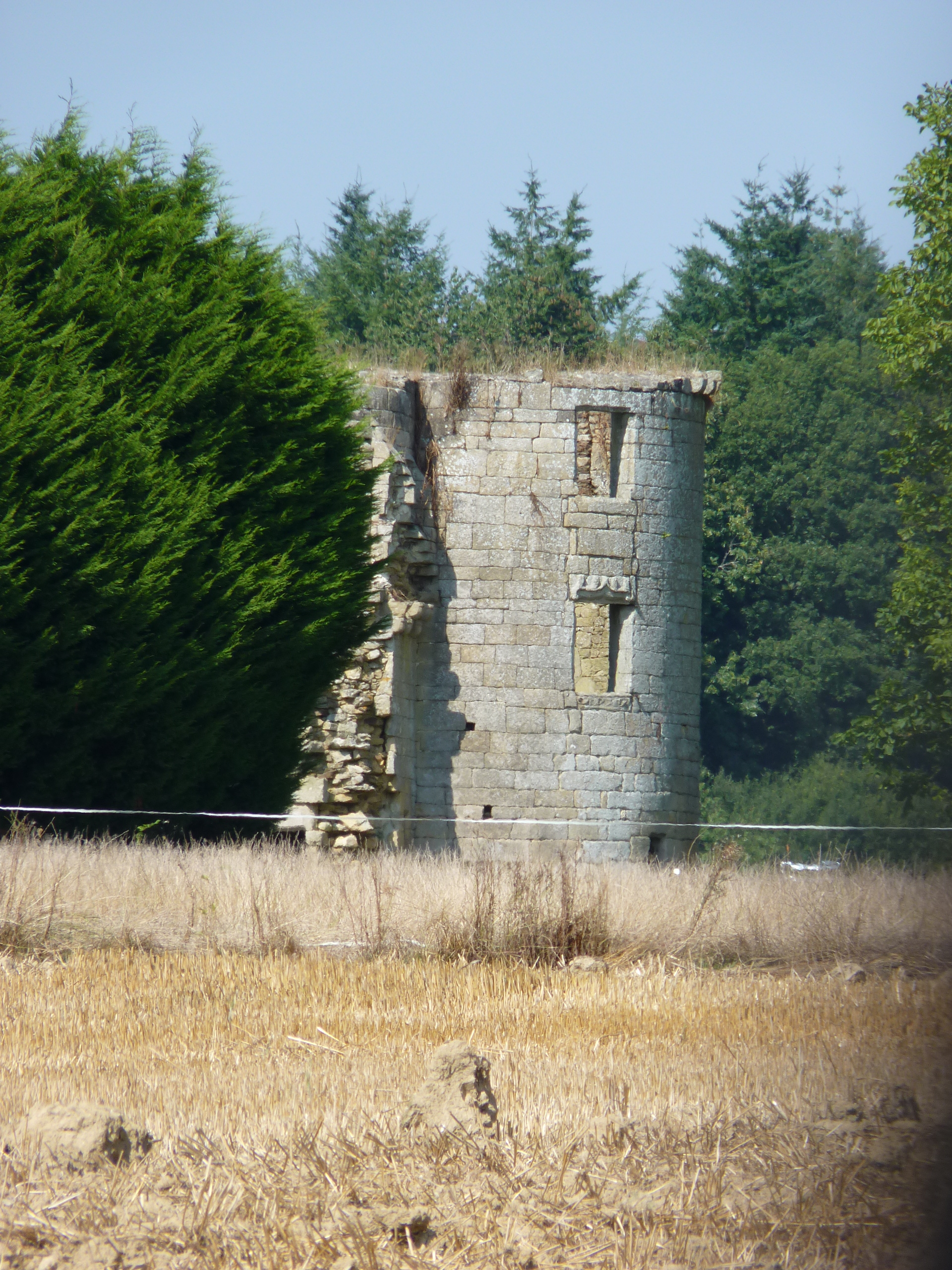
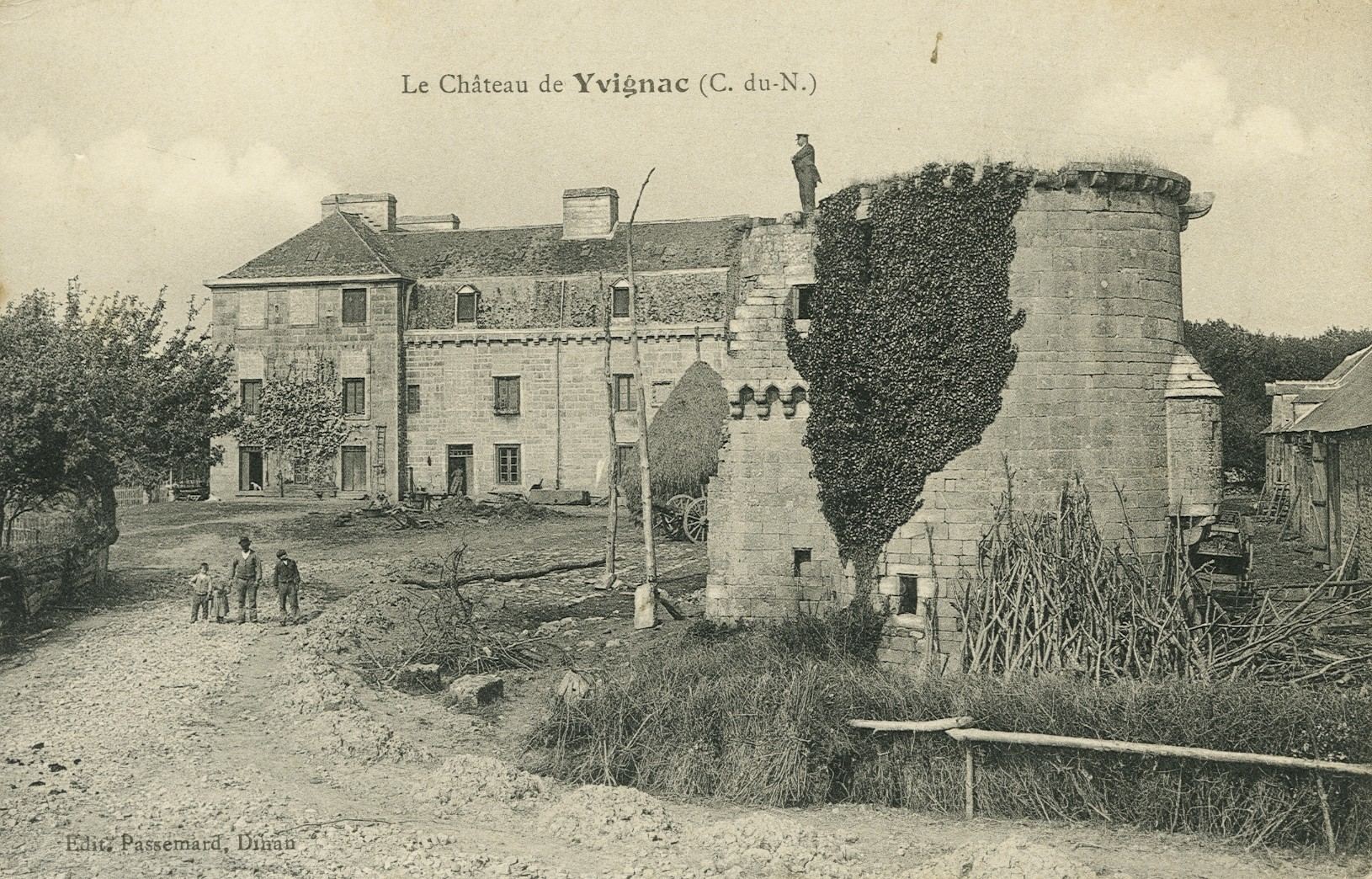